# La comunidad
La comunidad is Spaanse film uit 2000, geregisseerd door Álex de la Iglesia.

## Verhaal
Makelaar Julia (Carmen Maura) vindt een grote som geld in het appartement van een overleden man. Helaas hebben de buren gewacht tot de dood van de man om het geld zelf te kunnen opstrijken.

## Rolverdeling
| Acteur                | Personage |
| --------------------- | --------- |
| Carmen Maura          | Julia     |
| Eduardo Antuña        | Charly    |
| María Asquerino       | Encarna   |
| Jesús Bonilla         | Ricardo   |
| Marta Fernández Muro  | Paquita   |
| Paca Gabaldón         | Hortensia |
| Ane Gabarain          | Karina    |
| Sancho Gracia         | Castro    |
| Emilio Gutiérrez Caba | Emilio    |
| Kiti Mánver           | Dolores   |
| Terele Pávez          | Ramona    |
| Roberto Perdomo       | Oswaldo   |
| Manuel Tejada         | Chueca    |
| Enrique Villén        | Domínguez |
| Antonio de la Torre   | Quique    |
| Luis Tosar            | Gómez     |

## Ontvangst

### Prijzen en nominaties
Een selectie:
| Jaar | Evenement                      | Categorie                          | Genomineerde                                                  | Resultaat   |
| ---- | ------------------------------ | ---------------------------------- | ------------------------------------------------------------- | ----------- |
| 2000 | San Sebastián (48ste editie)   | Gouden Schelp voor beste film      | La comunidad                                                  | Genomineerd |
| 2000 | San Sebastián (48ste editie)   | Zilveren Schelp voor beste actrice | Carmen Maura                                                  | Gewonnen    |
| 2001 | Premios Goya (15de uitreiking) | Beste film                         | La comunidad                                                  | Genomineerd |
| 2001 | Premios Goya (15de uitreiking) | Beste regisseur                    | Álex de la Iglesia                                            | Genomineerd |
| 2001 | Premios Goya (15de uitreiking) | Beste actrice                      | Carmen Maura                                                  | Gewonnen    |
| 2001 | Premios Goya (15de uitreiking) | Beste mannelijke bijrol            | Emilio Gutiérrez Caba                                         | Gewonnen    |
| 2001 | Premios Goya (15de uitreiking) | Beste vrouwelijke bijrol           | Terele Pávez                                                  | Genomineerd |
| 2001 | Premios Goya (15de uitreiking) | Beste origineel scenario           | Jorge Guerricaechevarría, Álex de la Iglesia                  | Genomineerd |
| 2001 | Premios Goya (15de uitreiking) | Beste camerawerk                   | Kiko de la Rica                                               | Genomineerd |
| 2001 | Premios Goya (15de uitreiking) | Beste montage                      | Alejandro Lázaro                                              | Genomineerd |
| 2001 | Premios Goya (15de uitreiking) | Beste artdirector                  | José Luis Arrizabalaga, Biaffra                               | Genomineerd |
| 2001 | Premios Goya (15de uitreiking) | Beste productiemanager             | Juanma Pagazaurtundua                                         | Genomineerd |
| 2001 | Premios Goya (15de uitreiking) | Beste geluid                       | Antonio Rodríguez, Jaime Fernández, James Muñoz, José Vinader | Genomineerd |
| 2001 | Premios Goya (15de uitreiking) | Beste speciale effecten            | Félix Bergés, Raúl Romanillos, Pau Costa, Julio Navarro       | Gewonnen    |
| 2001 | Premios Goya (15de uitreiking) | Beste kostuums                     | Francisco Delgado                                             | Genomineerd |
| 2001 | Premios Goya (15de uitreiking) | Beste grime en haarstijl           | José Quetglás, Mercedes Guillot                               | Genomineerd |
| 2001 | Premios Goya (15de uitreiking) | Beste filmmuziek                   | Roque Baños                                                   | Genomineerd |